# نيل غان
نيل غان هو متسابق يخت كندي، ولد في 8 أكتوبر 1945 في تورونتو في كندا.

## وصلات خارجية
- نيل غان على موقع أوليمبيديا (الإنجليزية)